# Episteira protima
Episteira protima är en fjärilsart som beskrevs av Turner 1907. Episteira protima ingår i släktet Episteira och familjen mätare. Inga underarter finns listade i Catalogue of Life.